# 柳家小志ん (5代目)
五代目 柳家 小志ん（ごだいめ やなぎや こしん、1978年3月14日 - ）は、埼玉県岩槻市（現さいたま市岩槻区）出身の落語家。
落語協会所属。

## 概要
埼玉県岩槻市（現さいたま市）出身。現在は東京都江東区在住。埼玉県立大宮東高等学校卒業後、福祉施設にて8年間勤務。在勤中に東京福祉大学通信教育学部社会福祉学科に入学・卒業。
2004年に柳家さん喬に入門し、翌年1月21日、前座名「柳家小きち」として前座になる。
2008年3月1日、二ツ目昇進し「柳家喬の字」と改名。
2019年9月21日、柳家わさび、古今亭ぎん志、柳家権之助と共にを共に真打昇進し、同時に「五代目柳家小志ん」を襲名。

## 人物
故郷岩槻では、「岩槻ねぎわい親善大使」や「岩槻人形大使」を務める。 

### 趣味
- 一人旅
- 音楽鑑賞
- 沖縄三線
- 落語会企画・構成
- 資格取得

### 資格
- 社会福祉士
- 介護支援専門員（ケアマネージャー）
- 介護福祉士
- 精神保健福祉士
- 公認心理士受験資格
- 社会教育主事
- 英検準二級
- 第二種運転免許

## 芸歴
- 2004年5月 - 柳家さん喬に入門。
- 2005年1月 - 前座となる、前座名「小きち」。
- 2008年3月 - 二ツ目昇進、「喬の字」と改名。
- 2019年9月 - 真打昇進、「五代目柳家小志ん」を襲名。

## 出演
- 柳家喬の字の江東GOEN隊（レインボータウンFM　サイマル放送＆Ustream対応・毎週日曜日21時～）

## 著書
- 柳家さん喬一門本 ～世にも奇妙なお弟子たち～　＊さん喬と弟子たち共著（秀和システム、2021年1月）ISBN 978-4798063287

## 外部サイト
- 柳家小志ん (5代目) - 落語協会 - 落語協会
- 五代目柳家小志ん公式サイト
- 柳家小志ん (@koshin5yanagiya) - X（旧Twitter）
- 柳家小志ん (koshin.yanagiya) - Facebook
- 五代目 柳家小志んの !!小志ん廻し!! - YouTubeチャンネル